# Charray
Charray är en kommun i departementet Eure-et-Loir i regionen Centre-Val de Loire strax norr om centrala Frankrike. Kommunen ligger i kantonen Cloyes-sur-le-Loir som tillhör arrondissementet Châteaudun. År 2018 hade Charray 104 invånare.

## Befolkningsutveckling
Antalet invånare i kommunen Charray
Referens:INSEE